# Turbopsebius
Turbopsebius is een vliegengeslacht uit de familie van de spinvliegen (Acroceridae).

## Soorten
- T. diligens (Osten Sacken, 1877)
- T. gagatinus (Loew, 1866)
- T. sulphuripes (Loew, 1869)